# Penjaringan (plaats)
Penjaringan is een kelurahan van het onderdistrict Penjaringan in het noorden van Jakarta, Indonesië. De wijk telt 113.544 inwoners (volkstelling 2010).